# Marte Vallis
La Marte Vallis è una struttura geologica della superficie di Marte.
È intitolata al nome spagnolo di Marte.